# Peřej

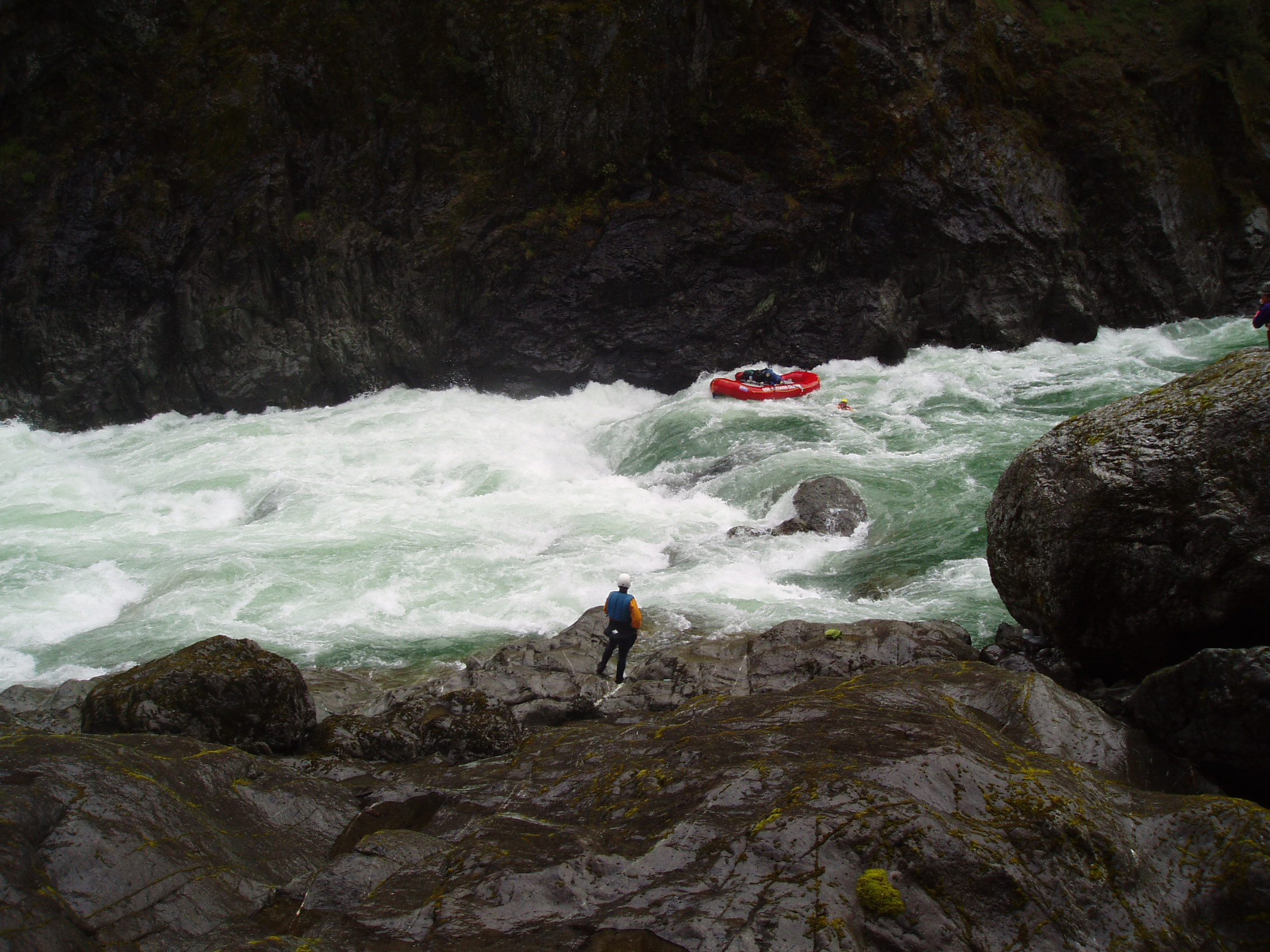
Peřeje Green Wall na řece Illinois v USA, obtížnost WW V

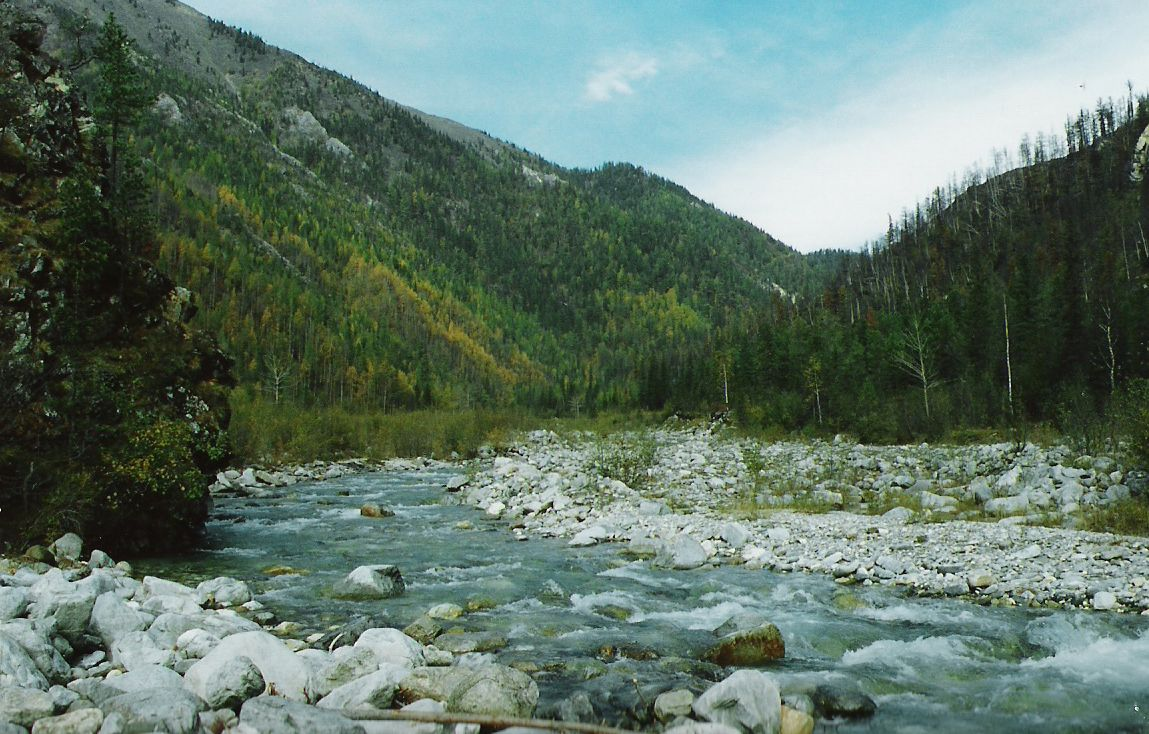
Peřeje na řece Kyrdynga v Rusku obtížnost pravděpodobně WW II–III (za vyšší vody)

Peřej čili slap je místo v řece, kde proudící voda překonává přírodní překážky, jako jsou balvany a prahy.
Z hlediska vodáckého sportu se rozlišují tři druhy peřejí – vlastní peřej, katarakt a kaskáda. Větší peřeje ztěžují vodáckou sjízdnost řeky; úseky s peřejemi se označují stupni obtížnosti WW I (nejlehčí) až WW VI (nejtěžší).
V peřeji voda přepadá přes kameny, mezi nimiž se vytváří tzv. jazyk, kterým je peřej sjízdná. Voda zde získává charakteristický zpěněný bělavý vzhled. Příklady peřejí v Česku jsou Stvořidla na Sázavě, Hubertus na Ohři, Paraplíčko na Jizeře, Železňák na Vltavě, Ďáblův chřtán na Bystřici, Sv. Martin na Doubravce aj.
Katarakt je stupňovitě rozložený vodopád velkých toků (např. nilské katarakty).
Kaskáda stojí z hlediska vodáckého sportu na pomezí mezi peřejí a vodopádem (např. kaskáda na Ostravici, Loučovická kaskáda na Vltavě). Jednoduše lze říci, že útvar, který má větší délku než výšku, nazveme kaskádou, útvar, který má větší výšku, než délku, nazveme vodopádem.[zdroj?]
Kaskády a peřeje jsou obvykle zbytkem původních vodopádů. Příkladem může být Vysoký vodopád na Studeném potoce v Hrubém Jeseníku, který byl původně tvořen jedním 45 m vysokým stupněm. Při povodni v roce 1880 byl však rozrušen v soustavu kaskád. Peřej (slap) vzniká tam, kde vrstvy nebo pruhy tvrdší horniny probíhají napříč vodním korytem. Erozí říčního dna se vodopád postupně mění ve vodní proud.